# Coenotephria pusilla
Coenotephria pusilla är en fjärilsart som beskrevs av Butler 1882. Coenotephria pusilla ingår i släktet Coenotephria och familjen mätare. Inga underarter finns listade i Catalogue of Life.